# Philip Milanov

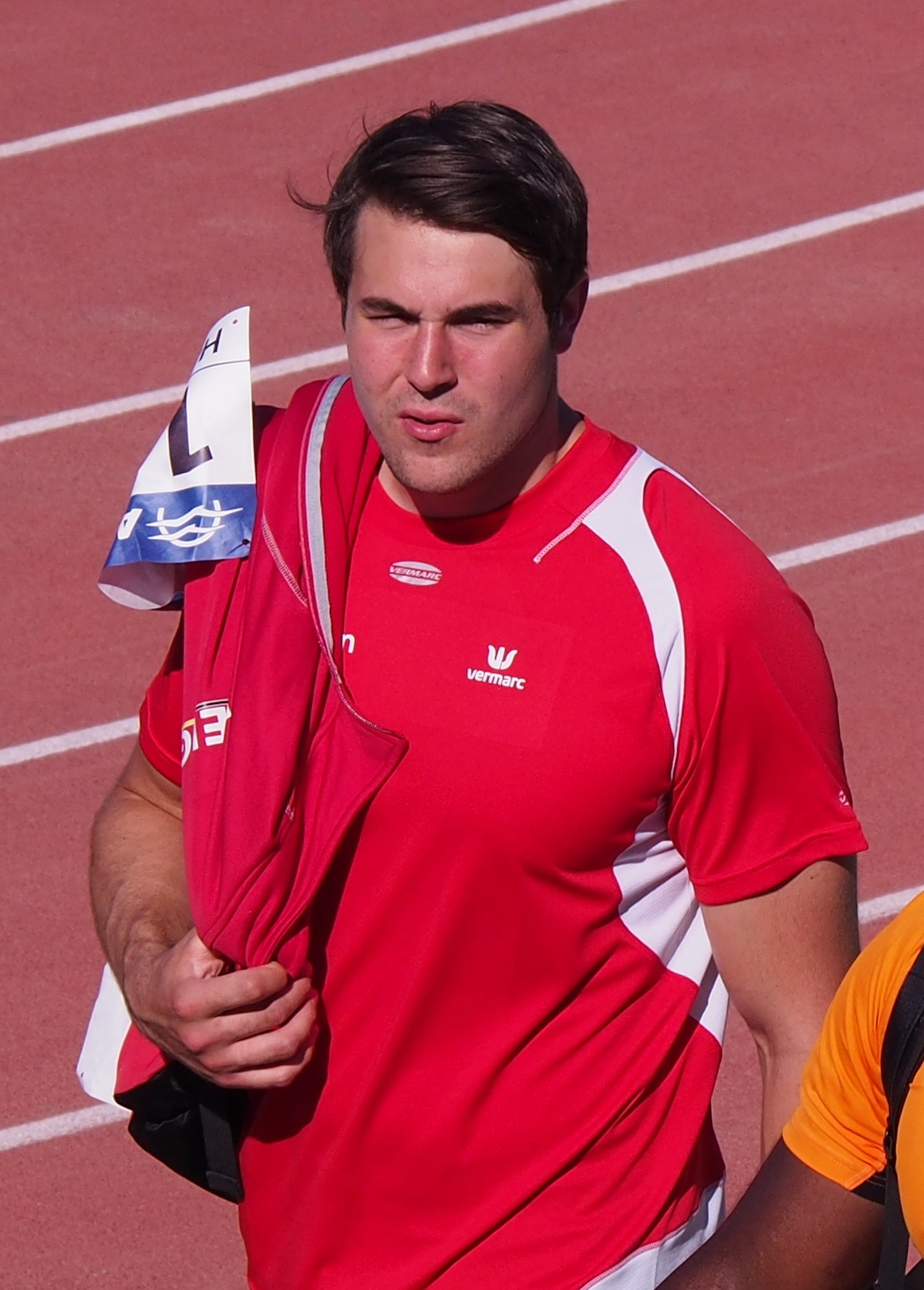
Philip Milanov, 2015

Philip Milanov (* 6. Juli 1991 in Brügge) ist ein belgischer Diskuswerfer.
Bei den Europameisterschaften 2014 in Zürich schied er in der Qualifikation aus.
2015 siegte er bei der Universiade in Gwangju. Bei den Weltmeisterschaften in Peking gewann er mit dem belgischen Rekord von 66,90 m Silber hinter Piotr Małachowski (67,40 m) und vor Robert Urbanek (65,18 m). Auch bei den Europameisterschaften 2016 in Amsterdam gewann er Silber, wieder hinter Małachowski.

## Auszeichnungen
- 2015 erhielt Philip Milanov den belgischen Leichtathletik-Preis Golden Spike als „Leichtathlet des Jahres“.[2]